# Wiedomys cerradensis
Wiedomys cerradensis és una espècie de mamífer rosegador de la família dels cricètids. És endèmic de Bahia (Brasil). El seu hàbitat natural són els boscos semicaducifolis de cerrado. Es desconeix si hi ha cap amenaça significativa per a la supervivència d'aquesta espècie. El seu nom específic, cerradensis, significa ‘del cerrado’ en llatí.